# Rachel Summers
Rachel "Ray" Anne Summers, conosciuta anche solo come Rachel Grey, è un personaggio dei fumetti creato da Chris Claremont (testi) e John Byrne (disegni), pubblicato dalla Marvel Comics e apparsa per la prima volta sulle pagine di Uncanny X-Men n. 141 (gennaio 1981).
È una mutante di livello omega appartenente prima al gruppo degli X-Men e poi cofondatrice della britannica Excalibur. Figlia di Ciclope e Jean Grey appartenenti ad un futuro alternativo in cui la maggior parte dei mutanti è stata uccisa dalle Sentinelle, Rachel ha ereditato dalla madre i poteri della telepatia e della telecinesi e possiede anche il potere della psicometria limitata.
Dopo aver viaggiato indietro nel tempo è arrivata nell'universo Marvel del presente e per un certo periodo è stata anche l'ospite dell'entità cosmica Fenice, di cui ha adottato il nome. In seguito a vari eventi che hanno stravolto lo spazio-tempo, Rachel è rimasta per un po' in un vero e proprio limbo, prima di essere salvata dal fratello Cable e ricondotta nel presente; qui si è ricongiunta agli X-Men adottando il nome in codice di Marvel Girl per rendere omaggio alla madre defunta.

## Biografia del personaggio

### Giorni di un Futuro Passato
Proveniente da Terra-811, un mondo dove l'assassinio del senatore Robert Kelly ha favorito l'approvazione della Legge sulla Registrazione dei Mutanti, permettendo così che i robot caccia-mutanti conosciuti come Sentinelle avessero piena libertà d'azione e diventassero i padroni del mondo, Rachel venne rapita quand'era ancora adolescente e consegnata nelle mani del crudele Ahab, che tramite l'uso di droghe e l'ipnosi la trasformò in un Segugio, mutante in grado di rintracciare e catturare altri suoi simili. Quasi completamente soggiogata, Rachel eseguiva gli ordini senza opporre resistenza, anche se i suoi poteri psichici le permettevano di sperimentare a pieno tutto il dolore e la sofferenza che arrecava alle sue vittime. Questo la spinse a ribellarsi e ad attaccare Ahab con il risultato di venire spedita in uno dei tanti campi di concentramento per mutanti, dove conobbe i detenuti Wolverine, Magneto, Kate Pryde, Tempesta, Colosso e la versione adulta di Franklin Richards, di cui poi s'innamorò. Nel tentativo di scongiurare gli avvenimenti che portarono al loro futuro, con l'aiuto di Rachel il gruppo decise di inviare nel passato la coscienza di Kate, in modo da avvertire gli X-Men e prevenire l'assassinio di Kelly. Pur riuscendo nell'operazione, il loro futuro non cambiò, così Rachel mandò la sua forma astrale a ritroso nel tempo per capire cosa era andato storto, scoprendo che il passato in cui aveva mandato la coscienza di Kate era uno alternativo al loro. Durante il viaggio di ritorno, Rachel incontrò la forza Fenice che la seguì fin nel suo tempo. Qui, la Fenice priva di un corpo si accordò con Kate: si sarebbe fusa con Rachel in seguito ad una parola d'ordine concordata e avrebbe fornito alla giovane un nuovo inizio. Durante una missione suicida in cui Rachel e Kate avrebbero dovuto distruggere il progetto Nimrod, Kate pronuncio la parola "Fenice Nera" attivando così l'entità cosmica che cancellò l'esistenza di Rachel da quel futuro e la trasportò nel passato alternativo che la stessa Kate aveva visitato. Rachel si ritrovò quindi in un mondo completamente diverso, in cui sua madre era morta sulla luna e suo padre si era sposato con il clone di quest'ultima Madelyne Pryor da cui aspettava un figlio. Disorientata per questi eventi e ritrovandosi sola in un mondo sconosciuto, Rachel finì tra le grinfie di Selene, malvagia strega mutante in grado di assorbire le energie degli esseri umani, che avvertendo un grande potenziale nella ragazza cercò di impossessarsene. Per sua fortuna, Rachel venne soccorsa dagli X-Men che la portarono allo Xavier Institute dove rimase per diverso tempo.

### X-Men
Più tardi, Rachel trovò il cristallo oloempatico Shi'ar in cui era impressa la matrice di Jean Grey, e non appena l'ebbe toccato la forza Fenice assopita in lei si risvegliò, scegliendola come sua nuova ospite ed attribuendole una vasta gamma di poteri cosmici che la resero estremamente potente, anche se non ai livelli di Fenice Nera. Con il nome-in-codice di Fenice, scelto per commemorare la madre defunta, Rachel si unì, quindi, agli X-Men combattendo al loro fianco svariate battaglie. Tuttavia, dopo aver affrontato l'Arcano, la ragazza cominciò a perdere la fiducia che i compagni di squadra riponevano in lei, a causa del suo temperamento aggressivo, e decise così di compiere da sola ciò che riteneva più giusto. Sentendo l'urlo psichico di una vittima di Selene, decise di punire la strega immortale, e introducendosi nel Club infernale, iniziò una violenta battaglia con la nemica, terminata quando Wolverine le impedì di uccidere la donna conficcandole i suoi artigli nel petto. Ormai in punto di morte, Rachel venne adescata da Spirale e trasportata nel suo Corpaio.

### Excalibur
Mesi dopo, Rachel riuscì a fuggire dall'universo alternativo in cui era stata prigioniera, ciò che le era accaduto avrebbe dovuto essere raccontato in un romanzo a fumetti mai realizzato, e riapparve a Londra dove si riunì a Shadowcat e Nightcrawler, e insieme a Capitan Bretagna e Meggan fondarono il gruppo mutante Excalibur. Il team partecipò a varie missioni che non si svolsero solamente sul suolo britannico, avendo così anche modo di viaggiare in varie realtà alternative, dove si scoprì che non potevano esistere versioni alternative della forza Fenice, in quanto questa era unica in tutto l'universo. Tempo dopo, Excalibur si trovò a combattere contro Necrom, conosciuto anche come Anti-Fenice, che cercò di sottrarre l'entità dal controllo di Rachel, e quando i due si trovarono nello spazio profondo per lo scontro decisivo, Necrom esplose cercando di assorbire più forza Fenice di quanto il suo corpo potesse contenerne, ma anche Rachel subì delle gravi ferite, cosicché la Fenice decise di trasportarla nello spazio in modo da rigenerarne il corpo e la mente.

### Askani
Una Rachel guarita e ancora legata alla Fenice, ritornò dai suoi compagni di squadra e durante una missione nel futuro il gruppo perse Capitan Bretagna che si smarrì nello spazio-tempo. Prima di soccorrere il compagno di squadra disperso, sostituendosi a lui nello spazio-tempo, Rachel assaporò un breve momento di felicità quando Jean e Scott si sposarono, rendendo così possibile la sua nascita anche in quel mondo. Sostituitasi a Capitan Bretagna nel suo vagare per lo spazio-tempo, Rachel riemerse duemila anni nel futuro, in una terra governata dal malvagio Apocalisse e per contrastarlo formò il gruppo di ribelli conosciuto come Sorellanza Askani. Inviato uno dei membri nel passato a prelevare suo fratello Nathan quando venne infettato dal virus tecno-organico di Sinistro, la ragazza clonò il piccolo nel caso non fosse riuscito a sopravvivere, e mentre il clone veniva rapito dai suoi nemici diventando il futuro despota Stryfe, l'originale venne allevato da Jean e Scott, i cui spiriti erano stati "prelevati" da Rachel e portati nel futuro, affinché diventasse esperto nell'uso dei propri poteri e quindi in grado di sconfiggere Apocalisse. Dieci anni dopo, lo sforzo di riportare gli spiriti dei suoi genitori nel presente, da cui erano mancati per non più di dieci minuti, le costò la vita, e una vecchia e stanca Rachel morì abbandonata dalla forza Fenice. In seguito alle maxi-saghe Le ere di Apocalisse, Apocalisse: I Dodici e alla miniserie Alla ricerca di Ciclope, Apocalisse venne sconfitto ed ucciso da Cable, provocando la cancellazione dell'intera linea temporale futura delle Askani e il conseguente vagabondaggio di Rachel per lo spazio-tempo. Fu ritrovata, infine, da Cable su una terra parallela e futura, prigioniera del misterioso Gaunt, e dopo esser stata liberata venne condotta dal fratello nuovamente nel presente, dove s'iscrisse al college, facendogli promettere di tenere segreto il suo ritorno. In circostanze ancora poco chiare, Rachel venne successivamente rapita dal predatore mutante Elias Bogan per divenirne il suo principale agente telepatico, vale a dire il mezzo attraverso cui l'uomo compiva la sua vendetta su coloro che in passato lo avevano ostacolato. Liberata dagli X-Treme X-Men guidati da Tempesta, tornò allo Xavier Institute dove, dopo aver appreso della nuova morte di Jean, decise di rientrare tra le file degli X-Men adottando il nome-in-codice di Marvel Girl, per rendere omaggio alla madre, e cambiando il proprio cognome da Summers a Grey dopo che il padre incominciò una relazione con Emma Frost, da lei disapprovata.

### La fine dei Grey
Durante una missione per conto della X.S.E. contro il Club infernale, Rachel ed Emma furono inviate nella sede di Hong Kong, dove ebbero un diverbio circa la falsità dei sentimenti della seconda su Scott e su quanto fosse infantile la prima a voler costringere il padre a rimanere legato al ricordo di una donna morta. Sotto copertura di Principessa Guerriera Bianca, Rachel ebbe un breve flirt con l'agente Loto Rosso e cadde nuovamente vittima delle manipolazioni di Selene, anche se infine riuscì a sconfiggere la strega. Assieme agli X-Men, fu poi spedita nella Terra Selvaggia a seguito della chiamata di soccorso di Wolverine, e lì divenne preda dei sauri appartenenti al clan degli Hauk'ka, che la soggiogarono mentalmente al punto che credette di appartenere alla loro razza ed attraverso la propria telecinesi modificò perfino il suo aspetto fisico. Sconfitta la minaccia rappresentata dai mutati di Brainchild e riconvertito il proprio aspetto da sauro ad umano, Rachel assieme alla risorta Psylocke subì il cambiamento di realtà operato da Scarlet, ritrovandosi così all'interno del crossover House of M. Qui, la giovane indossava i panni della dama di compagnia della principessa delle isole britanniche Elizabeth Braddock, ed assieme al fratello di lei, aiutò ad arginare l'onda d'urto cosmica che avrebbe distrutto l'intera realtà sigillando il passaggio dimensionale con la morte di Meggan, moglie di Capitan Bretagna. Dopo che il mondo fu tornato alla normalità, per ragioni di sicurezza nazionale un gruppo di Sentinelle guidate da esseri umani si installò allo Xavier Institute per conto del governo. Questo fatto, risvegliò in Rachel tristi ricordi riguardo al suo mondo d'origine e la spinse a cercare il conforto della sua famiglia. Per lei, però, gli Shi'ar ritennero che la stirpe dei Grey rappresentasse una minaccia all'intero creato e per impedire che la Fenice trovasse nuovamente un ospite con cui legarsi, inviarono un commando scelto che ne massacrasse senza pietà ogni membro. Rachel venne risparmiata, ma sulla sua schiena venne impresso un marchio, rappresentante la Fenice, in grado di avvertire gli Shi'ar di un suo possibile avvicinamento al loro impero. Durante la miniserie X-Men: Genesi Letale, Rachel assieme al padre venne rapita da un misterioso individuo, che più tardi dimostrò di essere il terzo fratello Summers, Gabriel. Reclutato da Xavier prima della famosa Seconda Genesi, Gabriel assieme ad altri tre giovani fu inviato sull'isola vivente di Krakoa per soccorrere i primi X-Men, e lì trovò la morte. Coadiuvata da Xavier, Rachel riuscì a separare e liberare la coscienza dell'uomo da quella del suo compagno Darwin appena in tempo: difatti, venuto a sapere che il responsabile della morte dei suoi genitori altri non era se non l'imperatore Shi'ar D'Ken, Gabriel partì alla volta dello spazio.

### Nello spazio

#### Ascesa e caduta dell'Impero Shi'ar
Durante il crossover Civil War, dopo l'incidente di Stamford, Rachel aiuterà con i suoi poteri a soccorrere i feriti rimasti sotto le macerie dell'esplosione. In seguito, verrà reclutata da Xavier, insieme ad Havok, Nightcrawler, Warpath, Darwin e Polaris per partecipare ad una missione spaziale con lo scopo di fermare Vulcan, prima che questi raggiunga l'impero Shi'ar e lo distrugga. Durante il viaggio, gli X-Men vengono attaccati dallo Shi'ar Korvus, e dopo aver lottato con l'uomo ed aver assorbito il frammento di Fenice riposto nella sua spada, i due cominciano una relazione. Giunti a destinazione, Havok confessa al padre l'esistenza del suo ultimogenito e durante la battaglia finale, dopo che Vulcan ebbe sposato la principessa Deathbird, gettato Xavier all'interno del Cristallo M'Krann ed ucciso sia il redivivo imperatore D'Ken che il proprio padre, Rachel non si accorge che Lilandra rispedisce Warpath, Nightcrawler e Darwin, assieme all'aliena Hepzibah sulla Terra, costringendo lei, Havok e Polaris a rimanere nello spazio. Svolto il funerale di Corsaro, i tre decidono di fondare la resistenza all'impero di Vulcan ed intraprendono una guerra volta a riportare sul trono Lilandra.

#### Predoni Stellari
Assieme ad Alex e Lorna, Rachel diviene uno dei nuovi membri dei Predoni Stellari, e nella mini-serie Imperatore Vulcan, la si vede partecipare agli scontri con le forze imperiali, e cercare un modo di trattare con i nuovi nemici, gli Scy'ar Tal, nel bel mezzo di una battaglia. Interrotta la relazione con Korvus, dopo la sconfitta degli Scy'ar Tal e dei Predoni, Rachel, il suo ex e Lilandra fuggono via, mentre Polaris ed Havok vengono catturati.

#### Kingbreaker
Decisi a liberare i propri compagni, i tre si scontrano con una parte della flotta Shi'ar. Intrufolatasi nella cabina di Gladiatore, situata su una delle astronavi al comando di Ka'ardum, Lilandra tenta di sedurlo mentre Rachel carpisce telepaticamente l'ubicazione della prigione prima di fuggire e raggiungerla. Raggiunto il pianeta-prigione Rachel impegna in combattimento la flotta mentre funge da collegamento con l'esterno per Korvus e Lilandra che si sono introdotti nella struttura di detenzione; ingaggiato uno scontro con una guardia imperiale, i due precipitano sul pianeta finendo all'interno della prigione dove si stava svolgendo uno scontro tra i Predoni, la guardia imperiale e Vulcan. Nel mentre, la forza Fenice abbandona misteriosamente sia Rachel che la spada di Korvus e si allontana nello spazio fra le lamentele della ragazza che prega la madre di non privarla di tale potere proprio in quel momento. Obbligato dalle ferite riportate da Deathbird e dagli ingenti danni arrecati alla struttura penitenziaria sull'orlo di un'esplosione Vulcan abbandona lo scontro, così come i Predoni Stellari anche se contro il volere di Havok deciso ad uccidere il fratello. Benché ancora bisognoso di recuperare le forze e privo dell'aiuto della forza Fenice ormai scomparsa e scorgendo sempre più vicine le nubi di una guerra interstellare, il gruppo decide di andare in cerca di aiuto presentandosi al matrimonio fra il kree Ronan l'Accusatore e l'inumana Crystal.

## Poteri e abilità
Rachel è una mutante di livello omega e possiede telepatia e telecinesi come sua madre Jean. I limiti dei suoi poteri sono ancora sconosciuti, benché essi dovrebbero virtualmente eguagliare quelli materni e quindi permetterle di fare praticamente qualsiasi cosa desideri. Suo talento principale è la telepatia, con la quale può fare di tutto: dalla lettura del pensiero, al condizionamento mentale, alla proiezione d'illusioni. Abbastanza sviluppata è anche la sua telecinesi nella versione micro, vale a dire la manipolazione elementale a livello microscopico con la quale riesce addirittura a riscrivere il genoma umano, cambiare composizione della materia e mutare aspetto fisico. Altro aspetto dei suoi poteri è una, relativamente, debole forma di psicometria che le permette di "leggere" la storia degli oggetti con un semplice tocco, abilità che combinata alla telepatia le permette d'inviare le coscienze altrui avanti o indietro nel tempo, facendogli occupare i corpi degli altri sé stessi. Oltre ai propri doni mutanti Rachel è, negli anni, entrata spesso in contatto con l'entità cosmica Fenice che ne ha aumentato ulteriormente i poteri. Caratteristico del suo personaggio e l'emblema a forma di rapace che le compare su un occhio ogni qual volta utilizza la forza Fenice, mentre il suo corpo assume un colorito oscuro, facendola assomigliare a un'ombra. In seguito al periodo passato nello spazio, l'emblema da scarlatto è passato a blu, conseguenza della fusione con la parte di Fenice risiedente all'interno della spada di Rook'shir impugnata da Korvus. Poco dopo la fusione, Rachel afferma che ciò è dovuto alla conoscenza e all'amore che la Fenice prova per lei.

## Altre versioni
Secondo lo scrittore Chris Claremont, creatore della Rachel Summers residente su Terra-616, ma proveniente da Terra-811, il suo sarebbe un personaggio unico in tutto il multiverso, senza alcuna controparte alternativa. Ogni altro personaggio avente il suo stesso nome è da accomunarsi semplicemente per gli stessi poteri, aspetto o discendenza genetica. Le ragioni di questa unicità sono ancora sconosciute, anche se alcuni fan hanno teorizzato che ciò sia dovuto al legame che la ragazza condivide con la Fenice.

### X-Men: The End
In questo futuro alternativo, Rachel è una dei sostenitori di Kitty Pryde per l'elezione a sindaco di Chicago. Dopo una serie di attacchi a tutte le X-basi, parte assieme a Cable alla volta dello spazio Shi'ar, dove viene uccisa da Cassandra Nova per poi essere riportata in vita dalla madre ed entrare a far parte dell'Albero della vita, trascendendo questo piano dell'esistenza.

## Altri media

### Televisione
Rachel appare nella quarta stagione della serie animata Insuperabili X-Men degli anni Novanta. Era una dei tanti telepati rapiti da Apocalisse nell'arco narrativo intitolato Al di là del bene e del male.

### Videogiochi
Rachel fa una breve apparizione nel videogame X-Men II: The Fall of the Mutants.

### Cinema
In X-Men - Giorni di un futuro passato (2014), il ruolo di Kitty Pryde di mandare Wolverine indietro nel tempo era inizialmente di Rachel, ma l'idea è stata poi scartata e il personaggio rimosso.